# Szóste Ministerstwo Przemysłu Maszynowego Chińskiej Republiki Ludowej
Szóste Ministerstwo Przemysłu Maszynowego Chińskiej Republiki Ludowej (中华人民共和国第六机械工业部), jeden z urzędów centralnych w Chińskiej Republice Ludowej, utworzony 2 września 1963, który nadzorował przemysł okrętowy. 
Po rewolucji kulturalnej pierwsza informacja o jego działalności, już jako o Ministerstwie Przemysłu Okrętowego (Ministry of Shipbuilding), pochodzi z czerwca 1970. W maju 1982 zostało zlikwidowane i przekształcone w Chińską Korporację Przemysłu Okrętowego (China Shipbuilding Corp.), która 1 lipca 1999 podzieliła się na dwa organizmy: 
- Chińską Korporację Przemysłu Okrętowego (China Shipbuilding Industry Corp. - CSIC) w Pekinie,
- Chińską Państwową Korporację Przemysłu Okrętowego (China State Shipbuilding Corp. - CSSC) w Szanghaju.

W 1950 pierwszej pomocy chińskiemu przemysłowi stoczniowemu udzielił Związek Radziecki. W 1986 Chiny miały 523 stoczni, 160 fabryk sprzętu wyposażenia, 540.000 pracowników, i ponad 80 biur naukowo-badawczych. Główne centra przemysłu okrętowego to: Szanghaj, Dalian, Tianjin, Guangzhou i Wuhan. 